# 完顏德明
完顏德明，号重玄子，女真族，元朝道士，继苗道一为全真教掌門。元统三年（1335年）制授特进神仙玄门演道大宗师，掌管诸路道教所，知集贤院道教事，并赐号重玄蕴奥宏仁广义大真人。